# Lisandro López (calciatore 1989)
Lisandro Ezequiel López (Villa Constitución, 1º settembre 1989) è un calciatore argentino, difensore dell'Olimpia.

## Carriera

### Club

#### Gli inizi
Dopo aver giocato nel Chacarita Juniors, nel 2010 si trasferisce all'Arsenal Sarandí. Con l'Arsenal vince tre trofei (Clausura 2012, Supercopa Argentina e Coppa d'Argentina).

#### Benfica e Getafe
L'11 luglio 2013 il giocatore si trasferisce al Benfica per 4 milioni di euro, firmando un contratto quinquennale con una clausola rescissoria di 35 milioni di euro, dopodiché viene mandato in prestito per una stagione al Getafe.

#### Inter e Genoa
Il 15 gennaio 2018 viene ceduto in prestito oneroso all'Inter per 500 000 euro, con opzione di riscatto al termine dei sei mesi dell'intero cartellino fissato a 9 milioni. Compie il suo esordio in Serie A l'11 febbraio seguente, in occasione della vittoria per 2-1 contro il Bologna, subentrando al 45' al compagno di squadra Miranda.
Il 3 agosto 2018 firma con il Genoa, passando in prestito con riscatto obbligatorio fissato a 3 milioni al raggiungimento della quindicesima presenza. Esordisce in maglia rossoblu il 6 dicembre 2018 in occasione della partita di Coppa Italia persa contro la Virtus Entella. Rimarrà la sua unica presenza con il Genoa.

#### Boca Juniors
Il 23 gennaio 2019 il Benfica risolve il prestito con il Genoa e otto giorni più tardi cede il calciatore al Boca Juniors fino a fine anno, sempre con la formula del prestito con obbligo di riscatto al raggiungimento delle 15 presenze, concretizzatosi il 1º gennaio 2020. Con la squadra di Buenos Aires debutta il 5 febbraio 2019 in occasione del match vinto 2-0 contro il Godoy Cruz.. In poco tempo consolida la sua titolarità nella squadra, formando una coppia difensiva solida con Carlos Izquierdoz.
Con gli Xeneizes disputa 77 partite considerate tutte le competizioni, andando 9 volte a segno e vince 4 titoli: Primera Division (Argentina) 2019; Supercopa Argentina 2019; Copa de la Liga Profesional 2020; Copa Argentina 2019-2020.

#### Club Tijuana
Il 24 gennaio 2022 si trasferisce a titolo definitivo ai messicani del Club Tijuana, con cui firma un accordo fino al 30 giugno 2023. Dopo un anno e mezzo disputando 40 presenze e realizzando 8 gol, lascia la squadra in scadenza di contratto.

#### Al-Khaleej
Il 7 luglio 2023 viene ufficializzato il suo passaggio nella squadra araba fino al termine della stagione.

### Nazionale
Il 17 marzo 2011 debutta in nazionale, nella partita Argentina-Venezuela a San Juan, terminata 4-1 per l'Albiceleste.

## Statistiche

### Presenze e reti nei club
Statistiche aggiornate al 7 luglio 2023.
| Stagione              | Squadra               | Campionato            | Campionato | Campionato | Coppe nazionali | Coppe nazionali | Coppe nazionali | Coppe continentali | Coppe continentali | Coppe continentali | Altre coppe | Altre coppe | Altre coppe | Totale | Totale |
| Stagione              | Squadra               | Comp                  | Pres       | Reti       | Comp            | Pres            | Reti            | Comp               | Pres               | Reti               | Comp        | Pres        | Reti        | Pres   | Reti   |
| --------------------- | --------------------- | --------------------- | ---------- | ---------- | --------------- | --------------- | --------------- | ------------------ | ------------------ | ------------------ | ----------- | ----------- | ----------- | ------ | ------ |
| 2008-2009             | Chacarita Juniors     | PBN                   | 1          | 0          | -               | -               | -               | -                  | -                  | -                  | -           | -           | -           | 1      | 0      |
| 2009-2010             | Chacarita Juniors     | PD                    | 24         | 2          | -               | -               | -               | -                  | -                  | -                  | -           | -           | -           | 24     | 2      |
| Totale Chacarita Jrs. | Totale Chacarita Jrs. | Totale Chacarita Jrs. | 25         | 2          |                 | -               | -               |                    | -                  | -                  |             | -           | -           | 25     | 2      |
| 2010-2011             | Arsenal Sarandí       | PD                    | 37         | 6          | -               | -               | -               | -                  | -                  | -                  | -           | -           | -           | 37     | 6      |
| 2011-2012             | Arsenal Sarandí       | PD                    | 31         | 4          | CA              | 0               | 0               | CL+CS              | 5+5                | 0                  | -           | -           | -           | 41     | 4      |
| 2012-2013             | Arsenal Sarandí       | PD                    | 34         | 7          | CA              | 3               | 0               | CL                 | 6                  | 0                  | SA          | 1           | 0           | 44     | 7      |
| Totale Arsenal        | Totale Arsenal        | Totale Arsenal        | 102        | 17         |                 | 3               | 0               |                    | 16                 | 0                  |             | 1           | 0           | 122    | 17     |
| 2013-2014             | Getafe                | PD                    | 26         | 3          | CR              | 2               | 1               | -                  | -                  | -                  | -           | -           | -           | 28     | 4      |
| 2014-2015             | Benfica               | PL                    | 6          | 0          | CP+CdL          | 1+1             | 0               | UCL                | 2                  | 0                  | SP          | 0           | 0           | 10     | 0      |
| 2015-2016             | Benfica               | PL                    | 14         | 1          | CP+CdL          | 0+2             | 0               | UCL                | 2                  | 0                  | SP          | 1           | 0           | 19     | 1      |
| 2016-2017             | Benfica               | PL                    | 8          | 3          | CP+CdL          | 4+3             | 0+1             | UCL                | 2                  | 0                  | SP          | 0           | 0           | 17     | 4      |
| 2017-gen. 2018        | Benfica               | PL                    | 4          | 0          | CP+CdL          | 0+2             | 1               | UCL                | 2                  | 0                  | SP          | 0           | 0           | 8      | 1      |
| Totale Benfica        | Totale Benfica        | Totale Benfica        | 32         | 4          |                 | 13              | 2               |                    | 8                  | 0                  |             | 1           | 0           | 54     | 6      |
| gen.-giu. 2018        | Inter                 | A                     | 1          | 0          | CI              | -               | -               | -                  | -                  | -                  | -           | -           | -           | 1      | 0      |
| 2018-gen. 2019        | Genoa                 | A                     | 0          | 0          | CI              | 1               | 0               | -                  | -                  | -                  | -           | -           | -           | 1      | 0      |
| gen.-giu. 2019        | Boca Juniors          | PD                    | 8          | 2          | CA+CS           | 2+5             | 0+1             | CL                 | 10                 | 1                  | SA          | 1           | 0           | 26     | 4      |
| 2019-2020             | Boca Juniors          | PD+CLP                | 14+0       | 1+0        | CA              | 2               | 0               | CL                 | 8                  | 1                  | SA          | 0           | 0           | 24     | 2      |
| 2020-2021             | Boca Juniors          | CDM+CLP               | 3+9        | 1+1        | -               | -               | -               | -                  | -                  | -                  | -           | -           | -           | 12     | 2      |
| 2021                  | Boca Juniors          | PD                    | 9          | 1          | CA              | 0               | 0               | CL                 | 6                  | 0                  | -           | -           | -           | 15     | 1      |
| Totale Boca Juniors   | Totale Boca Juniors   | Totale Boca Juniors   | 43         | 6          |                 | 9               | 1               |                    | 24                 | 2                  |             | 1           | 0           | 77     | 9      |
| 2021-2022             | Club Tijuana          | LM                    | 13         | 4          | -               | -               | -               | -                  | -                  | -                  | -           | -           | -           | 13     | 4      |
| 2022-gen. 2023        | Club Tijuana          | LM                    | 27         | 4          | -               | -               | -               | -                  | -                  | -                  | -           | -           | -           | 27     | 4      |
| Totale Club Tijuana   | Totale Club Tijuana   | Totale Club Tijuana   | 40         | 8          |                 | -               | -               |                    | -                  | -                  |             | -           | -           | 40     | 8      |
| Totale carriera       | Totale carriera       | Totale carriera       | 269        | 40         |                 | 28              | 4               |                    | 48                 | 2                  |             | 3           | 0           | 348    | 46     |

### Cronologia presenze e reti in nazionale
| Cronologia completa delle presenze e delle reti in nazionale ― Argentina | Cronologia completa delle presenze e delle reti in nazionale ― Argentina | Cronologia completa delle presenze e delle reti in nazionale ― Argentina | Cronologia completa delle presenze e delle reti in nazionale ― Argentina | Cronologia completa delle presenze e delle reti in nazionale ― Argentina | Cronologia completa delle presenze e delle reti in nazionale ― Argentina | Cronologia completa delle presenze e delle reti in nazionale ― Argentina | Cronologia completa delle presenze e delle reti in nazionale ― Argentina |
| Data                                                                     | Città                                                                    | In casa                                                                  | Risultato                                                                | Ospiti                                                                   | Competizione                                                             | Reti                                                                     | Note                                                                     |
| ------------------------------------------------------------------------ | ------------------------------------------------------------------------ | ------------------------------------------------------------------------ | ------------------------------------------------------------------------ | ------------------------------------------------------------------------ | ------------------------------------------------------------------------ | ------------------------------------------------------------------------ | ------------------------------------------------------------------------ |
| 16-3-2011                                                                | San Juan                                                                 | Argentina                                                                | 4 – 1                                                                    | Venezuela                                                                | Amichevole                                                               | -                                                                        |                                                                          |
| 25-5-2011                                                                | Resistencia                                                              | Argentina                                                                | 4 – 2                                                                    | Paraguay                                                                 | Amichevole                                                               | -                                                                        | 74’                                                                      |
| 20-9-2012                                                                | Goiânia                                                                  | Brasile                                                                  | 2 – 1                                                                    | Argentina                                                                | Amichevole                                                               | -                                                                        | 73’                                                                      |
| 22-11-2012                                                               | Buenos Aires                                                             | Argentina                                                                | 2 – 1                                                                    | Brasile                                                                  | Amichevole                                                               | -                                                                        |                                                                          |
| Totale                                                                   |                                                                          | Presenze                                                                 | 4                                                                        |                                                                          | Reti                                                                     | 0                                                                        |                                                                          |

## Palmarès

### Club
- Campionato argentino: 2

Arsenal Sarandí: Clausura 2012
Boca Juniors: 2019-2020
- Supercopa Argentina: 2

Arsenal Sarandí: 2012
Boca Juniors: 2018
- Coppa d'Argentina: 2

Arsenal Sarandí: 2012-2013
Boca Juniors: 2019-2020
- Supercoppa di Portogallo: 3

Benfica: 2014, 2016, 2017
- Coppa di Lega portoghese: 2

Benfica: 2014-2015, 2015-2016
- Campionato portoghese: 3

Benfica: 2014-2015, 2015-2016, 2016-2017
- Coppa del Portogallo: 1

Benfica: 2016-2017

### Individuale
- Calciatore argentino dell'anno: 1

2012